# きくりん
きくりん（本名：菊地 友和〈きくち ともかず〉、1976年4月19日 - ）は、プライム所属の日本のお笑い芸人。　 

## 来歴・人物
千葉県野田市出身。埼玉県立春日部高等学校、早稲田大学法学部卒。血液型:B型。
京都大学法学部卒のロザン宇治原史規とは生年月日が1日違い(宇治原は1976年4月20日生まれ)である。
法律家を目指して大学の法学部に入学したが、無理を感じ、漫画家を目指し始めて出版社への持ち込み活動などを行うも挫折。就職活動も行っていなかった中で、芸人を目指すようになる。太田プロセミナー（10期生）など3校のお笑いスクールに在籍した後、2000年にデビュー。
当初は中国帽を被ってデビューしたが、最近では大きな蝶ネクタイを身につけたスーツ姿で、ネタを披露している。
ネタの内容は、「これはこうしたほうがいい」などの改善策をスケッチブックを使い解説する（いわゆる めくり芸・フリップ芸）。またGacktの歌真似、アニメの物真似などのネタも持っている。
2013年から中井貴一のモノマネでテレビに出る機会が増えた。その中井とは、2014年6月15日放送『続・最後から二番目の恋・最終回直前スペシャル・大人な鎌倉グルメさんぽ』（フジテレビ）に出演した時に初めて対面し、物真似の公認を得ただけでなく中井愛用の眼鏡までもらうに至った。中井の物真似をする時は、ミキプルーンやDCカード（いずれも中井がテレビコマーシャル出演を務めた商品）をネタの道具にすることが多い。
2016年7月28日、漢字検定準一級合格。2018年7月27日、漢字検定一級合格。

## 出演

### テレビ
- 爆笑オンエアバトル（NHK総合）戦績1勝1敗 最高365KB
- 天才ビットくん（NHK教育） - 準レギュラー
- エンタの神様（日本テレビ）　キャッチコピーは「笑いの珍味」
- とんねるずのみなさんのおかげでした（フジテレビ）
- 雨上がり決死隊のトーク番組アメトーーク!（テレビ朝日）
- 虎の門（テレビ朝日）
- 笑っていいとも!増刊号（フジテレビ）
- ゲームレコードGP（MONDO21）
- 森田一義アワー 笑っていいとも!（フジテレビ）- 「知ってるだけで楽しい人生!コレ知ってる!?プレゼンター」コーナー
- 今夜はプネ・プネ（日本テレビ）-2001年8月25日、9月1日、9月15日、9月29日
- 日10☆演芸パレード（TBSテレビ）- 2013年3月3日初出演
- お試しかっ!&Qさま!!合体スペシャル（テレビ朝日）- 2013年3月4日
- ものまねグランプリ（日本テレビ）- 2013年3月19日「ドラマショートSHOW」、以降イレギュラー出演
- お願い!ランキング（テレビ朝日）- 2013年5月15日「歌うまランキング」
- 有吉ジャポン（TBS）
- 続・最後から二番目の恋・最終回直前スペシャル・大人な鎌倉グルメさんぽ（フジテレビ）- 2014年6月15日
- おしゃれイズム ゲスト:中井貴一（日本テレビ）-2014年9月14日
- ザ!世界仰天ニュース（日本テレビ）- 2015年1月7日
- コサキン・天海の超発掘!ものまねバラエティー マネもの（フジテレビ）- 2015年3月26日
- 良かれと思って!（フジテレビ）- 2018年3月28日
- ウチのガヤがすみません!あの木梨憲武が日テレに襲来!169人が電流に大絶叫 （日本テレビ）-2018年4月10日
- 超逆境クイズバトル!! 99人の壁 夏の大花火（フジテレビ）-2018年8月15日
- 有田Pおもてなす「Produce26 中尾明慶」（NHK）-2018年11月24日
- じっくり聞いタロウ ～スター近況(秘)報告～（テレビ東京）-2018年12月20日
- コサキン・天海の超発掘!ものまねバラエティー マネもの （フジテレビ）-2019年6月27日
- くりぃむクイズ ミラクル9（テレビ朝日）-2019年8月28日
- いただきハイジャンプ【全員で協力して「漢字検定準2級」の合格ラインを目指せ!】 （フジテレビ）-2019年9月21日、10月12日、11月9日
- この差って何★電気料が安っ!電力会社選び方の差&得するスイカの差に小林豊仰天SP（TBS）-2019年11月26日
- 潜在能力テスト【大接戦!昭和ベテランvsイマドキ女子】 （フジテレビ）-2019年11月26日
- Qさま!!報道キャスター軍vs旬なインテリ芸人軍（テレビ朝日）-2019年12月9日
- 潜在能力テスト【熱闘!芸能界の超インテリ軍vs叩き上げ】 （フジテレビ）-2020年1月14日、2月18日
- くりぃむクイズ ミラクル9 （テレビ朝日）-2020年3月11日
- 潜在能力テストSP【日本に詳しくなれるQ!最強ものまね軍団が本気参戦】（フジテレビ）-2020年3月24日
- いただきハイジャンプ【新システムも導入!「漢字検定準1級」合格ラインを目指せ】 （フジテレビ）-2020年4月4日
- 探シタラTV（テレビ朝日）-2020年7月9日
- サンドウィッチマンの脱落テスト!伊達“日本人”vs富澤“外国人”「漢字」決戦 （テレビ東京）-2020年7月13日
- 華丸大吉&千鳥のテッパンいただきます！（カンテレ・フジテレビ）-2020年8月4日
- NHKバーチャル文化祭（NHK）-2020年08月14日
- パネルクイズ アタック25（テレビ朝日） - 2020年9月20日
- 日本人の3割しか知らないこと くりぃむしちゅーのハナタカ!優越館（テレビ朝日）-2020年10月1日
- ものまね芸人151人がガチで選んだ　いま本当にスゴいものまねランキング（テレビ東京） -2021年1月2日
- ものまねのプロ215人がガチで選んだ 本当にスゴい!ものまね芸人ランキング（テレビ東京）-2021年5月27日
- ものまね芸人151人がガチで選んだいま本当にスゴい!ものまねランキング2022（テレビ東京） -2022年1月2日
- ものまね芸人が選んだ!ものまね芸人ランキング（テレビ東京）-2022年8月6日
- 東大王（TBS）- 2022年10月12日

### CM
- マツモトキヨシ

### 映画
- 大怪獣モノ 中井貴一そっくりのレポーター・中井貝一役 - 2016年7月公開